# En vampyrs bekännelse (roman)
En vampyrs bekännelse (originaltitel: Interview with the Vampire), ursprungligen översatt till Samtal med vampyren på svenska, är en roman med vampyrtema från 1976 av Anne Rice. Det är den första boken i serien "Vampyrkrönikan" (The Vampire Chronicles). Uppföljaren Nattens furste (The Vampire Lestat) utkom 1985.
Romanen filmatiserades 1994 med samma titel, i regi av Neil Jordan med Brad Pitt och Tom Cruise i huvudrollerna.